# Битка код Краматорска
Борбе за Краматорск су борбе за контролу над градом Краматорском у Доњецкој области између оружаних снага Украјине и формација Доњецке Народне Републике (ДНР) током оружаног сукоба на истоку Украјине. Краматорск су 12. априла 2014. узеле под контролу присталице ДНР. 5. јула исте године формације ДНР су напустиле град.
Током борби је погинуло око 50 људи, већином цивила. Делимично су уништене радионице погона Енергомашспецстал и Краматорског комбината тешке индустрије.

## Позадина
- Застава самопроглашене републике изнад градског извршног комитета Краматорска 12. априла 2014. године.
- Барикаде присталица ДНР испред градске управе Краматорска мај 2014.

## Хронологија

### Почетак оружаног обрачуна
Становници града, који су се окупили на митингу испред градског извршног комитета, 12. априла тражили су да градоначелник града Генадиј Костјуков призна ДНР. Не чекајући градоначелника, демонстранти су ушли у зграду и над њом подигли заставу ДНР. Полицајци који су чували зграду нису ометали ове радње.
У поподневним сатима група бораца Народне милиције Донбаса (НОД) у маскирним униформама, наоружаних аутоматским оружјем, напала је градску полицијску управу. Полицајци су унапред били упозорени на могући напад и имали су времена да се припреме за њега. Када су се нападачи приближили згради, и. О томе. Шеф одељења Виталиј Колупаи покушао је да уђе у преговоре са њима, али су нападачи отворили ватру у ваздух, а затим почели да пуцају у прозоре. Као одговор, полиција је периодично узвратила, али ниједан нападач није чак ни рањен. Нападачима се придружило неколико десетина мештана, који су први упали у зграду. Услед вишечасовног напада, градско одељење је заробљено. Нападачи су поставили штаб у згради, а ниједан полицајац није насилно задржан; једино што су тражили је да предају оружје. Испред освојених административних зграда, присталице ДНР-а почеле су да граде барикаде.
На периферији града поставили су контролни пункт у близини локалног аеродрома. (аеродром Краматорск, који се налазио у близини града, био је бивша ваздухопловна база која се користила као летачки клуб и није служила цивилној авијацији)
Следећег дана из суседног Славјанска стигло је наоружано појачање од 28 људи присталицама ДНР, којима је командовала милиција са позивним знаком „Терц“. Одред је у Краматорск послао Игор Стрелков, који је предводио одреди самоодбране Славјанска.
Тако је неколико десетина наоружаних присталица ДПР, уз подршку дела локалног становништва, успело да успостави пуну контролу над градом. Иако је Полицијска управа Краматорск бројала 380 полицајаца, полиција заправо није пружила отпор. Побуњеници су добили импресиван арсенал АТС - 500 комада ватреног оружја.

### Прва операција Оружаних снага Украјине
Председник Украјине Олександар Турчинов потписао је 14. априла указ о почетку антитерористичке операције на истоку Украјине. Олександар Турчинов је лично водио штаб за специјалну операцију, контрола над спровођењем одлуке Савета за националну безбедност и одбрану поверена је секретару Савета за националну безбедност и одбрану Андрију Парубију, а директно спровођење је поверено првом заменику начелника СБУ Василиј Крутов.
Дана 15. априла, у поподневним сатима, дошло је до првог оружаног сукоба на подручју аеродрома Краматорск од почетка најављене „контратерористичке операције“: украјинске специјалне снаге (борци специјалних снага унутрашњих трупа Министарство унутрашњих послова Украјине „Омега“ и специјалне снаге СБУ „Алфа“) преузеле су контролу над аеродромом. Украјинска војска је најпре из хеликоптера пуцала на припаднике јединице локалне самоодбране која је блокирала аеродром, након чега су слетели и ступили у ватрени обрачун на земљи. Током сукоба повређено је неколико људи. Медији су известили о смрти између четири и неколико десетина присталица ДНР, али ове извештаје није потврдила ниједна страна. Радње снага безбедности лично је надгледао први заменик шефа СБУ Василиј Крутов.
Како јавља дописник РИА Новости, после битке стотине локалних становника кренуло је ка аеродрому из Краматорска и Славјанска, изјављујући да намеравају да блокирају војску која га је заузела. У рукама су им биле заставе Русије и Доњецке Народне Републике. Неки од демонстраната били су наоружани малокалибарским оружјем. Демонстранти против деловања снага безбедности покушали су да уђу у преговоре са њима. Шеф специјалне операције, први заменик шефа СБУ Василиј Крутов, рекао је демонстрантима да је „војска дошла да их заштити“ „од терориста“. Окупљени узвикују „Међу нама нема терориста!“ напао га, након чега је војска морала да отвори ватру упозорења у ваздух. Снајперисти су заузели све кључне тачке око аеродрома. Неколико стотина активиста остало је на улазу у аеродром и почело да граде барикаде.
Дана 16. априла, борци милиције покушали су да заузму аеродром, али су украјинске снаге безбедности одбиле њихов напад. Према речима представника Оружаних снага Украјине, они су приметили стотине људи окупљених око аеродрома, од којих су неки били наоружани АКС-74У, снајперским пушкама и гранатама.
Истог дана, у Краматорску, присталице ДНР блокирале су колону украјинске оклопне технике, након преговора разоружали војнике и послали оклопна возила да појачају позиције присталица ДНР у Славјанску. Још 16 јединица оклопне технике и више од педесет војника из засебне Дњепропетровске ваздушно-десантне бригаде копнених снага Украјине блокирали су побуњеници код Краматорска. Три борбена возила успела су да побегну. Милиција је дуго преговарала са војском и приморала их да одустану од затварача и ударача из митраљеза, без којих оружје не може да пуца.
18. априла искључено је емитовање руских ТВ канала у Краматорску и другим градовима региона.
Касније су побуњеници понудили да размијене таоце, укључујући шефа локалне полиције, за оружје.

### Друга операција снага безбедности уз подршку Оружаних снага Украјине
Током наредних неколико дана, украјинска влада је концентрисала трупе првенствено у региону Славјанска. Међутим, 25. априла, војни хеликоптер Ми-8 експлодирао је на аеродрому у Краматорску након што је погођен кроз резервоар са горивом при полетању. У интервјуу руским медијима, побуњеници су преузели одговорност за пуцњаву и рекли да су пуцали на хеликоптер из бацача ручне бомбе. Дмитриј Тимчук, војни експерт и директор Центра за војно-политичке студије у Кијеву, рекао је новинарима да је пилот хеликоптера ипак успео да побегне са лакшим повредама. Према неким извештајима, на аеродрому је уништен и транспортни авион.
Наставком своје офанзиве, украјинске трупе су повратиле контролу над многим зградама које су раније заузели побуњеници у Славјанску. После тога, 2. маја, украјинске оружане снаге заузеле су телевизијски торањ у Краматорску. У граду су локални активисти организовали људске ланце да ометају кретање украјинских возила, због чега су оклопни транспортери владиних трупа морали да се крећу ноћу. Према речима лидера локалних снага самоодбране, у сукобима између снага Украјине и ДНР у ноћи између 2. и 3. маја убијено је десет локалних активиста, а тридесет их је рањено. Током борби, украјинска војска је успела да потисне побуњенике из зграде Службе безбедности Украјине (СБУ) коју су заузели. Уличне борбе су настављене, а према извештајима руских медија, град је углавном био под контролом украјинских трупа, а локални активисти су контролисали градски трг. Током уличних борби, према писању неких медија, убијено је до 6 људи. Једна од погинулих је 21-годишња медицинска сестра Јулија Изотова. Њена сахрана је подстакла антиукрајинска осећања у граду.
Дана 4. маја је објављено да су зграду напустиле владине снаге, а не да су утврдиле, и да је застава Доњецке Народне Републике и даље била подигнута над њом чак и након што су милицајци протерани, украјинска војска је нагло повукли назад на своје положаје на војном аеродрому. Након тога, народна милиција је заузела зграде СБУ и полицијске станице, које су напустиле украјинске трупе. Током дана су на путу код Краматорска избили сукоби између милиције и колоне војске, у којима је погинуо један цивил.
13. маја код Краматорска украјинске трупе су упале у заседу тридесетак припадника народне милиције. Борци милиције пуцали су из бацача граната на украјински оклопни транспортер који је превозио падобранце. Услед гранатирања, оклопни транспортер је експлодирао. У окршају који је уследио, много војника је рањено, а седам војника и један борац ДНР су погинули. Уништен је и минобацач владиних трупа. У оквиру текуће војне операције у Краматорском региону, 15. маја, украјинска војска је уништила склоништа побуњеника у шуми у близини града, ухвативши три борца милиције.
Украјинска авијација је 25. маја напала положаје побуњеника.

### Наставак непријатељстава
Борбе су настављене 2. јуна на периферији Краматорска, у којима су погинуле три особе.
Милиција је 10. јуна поново покушала да јуриша на положаје Оружаних снага Украјине и аеродром. Током трочасовне битке, према штабу АТО, украјинска војска је уништила контролни пункт, 2 минобацача, 1 ИМР (недавно заробљен у фабрици у Краматорску) и око 40 припадника народне милиције, заузврат, борци ДНР су известили да је током напада један милиционер погинуо, двоје је повређено. Губици украјинске стране износили су двадесетак људи, иако је штаб АТО саопштио да нема губитака међу војним лицима.
Значајнији инцидент догодио се 14. јуна, када су украјинске трупе извеле ваздушне ударе на положаје побународне милиције у Краматорску. Према речима представника украјинске војске, убијено је најмање педесет бораца ДНР.
17. јуна настављене су борбе за Краматорск, уз борбе за Славјанск, Амвросјевку и Луганск.
Борци ДНР су 27. јуна напали војни пункт код Краматорска и заузели га. Међутим, убрзо након тога, владине трупе су покренуле контраофанзиву и успеле да поново заузму контролни пункт. У току борби четири особе су погинуле, а пет је рањено. Током напада милиције су употребиле осам тенкова и минобацача. Током битке уништена су четири владина оклопна транспортера и један минобацач.
Према једном западном извору, један од тенкова народне милиције је уништен, а један заробљен, док је број жртава међу милицијама непознат, а о њима нема података.

### Велики напад и пад Краматорска
Дана 1. јула, председник Украјине Петро Порошенко је након пропасти десетодневног примирја наредио Велики напад на Донбас из артиљеријских граната када је у размени ватре погођен градски аутобус. Четири цивила су погинула, а пет је рањено. Владине снаге су 5. јула истерале побуњенике из Славјанска, натеравши их да се повуку у Краматорск. Како је пренео ББЦ, сведоци су видели како народна милиција напушта контролне пунктове у Краматорску, након чега је град заузела украјинска војска. Касније тог дана, премијер ДНР Александар Бородај потврдио је да су милицајци напустили Краматорск и повукли се у Доњецк. Касније су оружане снаге Украјине обновиле управу над градом, а украјинска застава је подигнута над зградом градске управе. Према речима представника управе Краматорска, током борби је погинуло најмање педесет људи, а од 8. јула у болници се налазе двадесет два рањена.

## Помени
У Краматорску су 5. јула 2015. одржани догађаји посвећени преузимању града под контролу украјинских снага безбедности. Добротворна фондација „С вером у себе” и Централни орган за штампу Министарства одбране Украјине – часопис „Украјинска армија” учествовали су у припреми догађаја у оквиру Свеукрајинске акције „Живописна Украјина”. ”. Председник Украјине Петро Порошенко уручио је државна признања војним лицима за храброст и херојство исказано приликом преузимања Славјанска и Краматорска од стране Оружаних снага Украјине пре годину дана. Према речима Порошенка, „ове победе су вратиле веру Украјинаца у своје браниоце, у снагу и моћ украјинске војске. А истовремено су народ Донбаса лишили илузија о „свечаном походу“ на нашу украјинску земљу“ и борбом за слободу.